# Emil Adolf Rossmässler
Emil Adolf Rossmässler (Lipsia, 3 marzo 1806 – Lipsia, 8 aprile 1867) è stato un naturalista e politico tedesco.
È uno dei pionieri della divulgazione scientifica in Germania ed è considerato il "padre" dell'acquariofilia tedesca, poiché negli anni cinquanta del XIX secolo rese popolare la cura di pesci e piante con numerosi articoli e libri.
| Rossm. è l'abbreviazione standard utilizzata per le piante descritte da Emil Adolf Rossmässler. Consulta l'elenco delle piante assegnate a questo autore dall'IPNI. |

| Rossmässler è l'abbreviazione standard utilizzata per le specie animali descritte da Emil Adolf Rossmässler. Categoria:Taxa classificati da Emil Adolf Rossmässler |